# Memoriał Romana Siemińskiego
Das Memorial Romana Sieminskiego ist ein polnisches Straßenradrennen. Dieses Eintagesrennen wird  zur Ehren Roman Siemińskis in den Masuren ausgetragen.
Im Jahr 2000 wurde das Radrennen erstmals ausgetragen. Allerdings war es bis 2014 nur ein Rennen im nationalen Kalender. Erst 2015 bekam das Rennen den Status als UCI-Rennen. Seitdem ist der Eintagesklassiker Teil der UCI Europe Tour und dort in der Kategorie 1.2 eingestuft.

## Sieger (ab 2015)
- 2019  Alois Kaňkovský
- 2018  Alois Kaňkovský
- 2017  Alois Kaňkovský
- 2016  Mychajlo Kononenko
- 2015  Alois Kaňkovský